# Lamarsh (Angleterre)
Pour les articles homonymes, voir Lamarsh.
Lamarsh est un village et une paroisse civile de l'Essex, en Angleterre.